# Abigél Joó
Abigél Joó (ur. 6 sierpnia 1990 w Budapeszcie) – węgierska judoczka, dwukrotna mistrzyni Europy. 
Startuje w kategorii wagowej do 78 kg. Zdobywczyni złotego medalu mistrzostw Europy w Wiedniu (2010) i Czelabińsku (2012).
Dziewięciokrotna mistrzyni Węgier (2008, 2009, 2010, 2011, 2013, 2014, 2015, 2016, 2017).